# Benzylamine
La benzylamine est un composé chimique de formule C6H5CH2NH2. Il consiste en un groupe benzyle, C6H5CH2, lié à un groupe fonctionnel amine. Ce liquide incolore est un précurseur de réaction répandu en synthèse organique.

## Production
La benzylamine peut être produit par un grand nombre de méthodes. Le procédé le plus répandu dans le milieu industriel est la réaction du chlorure de benzyle avec de l'ammoniac. Elle est également produite par la réduction du benzonitrile, ou l'amination réductrice du benzaldéhyde sur du nickel de Raney.

## Utilisations
Elle est utilisée comme source masquée d'ammoniaque, puisque le groupe benzène peut être supprimé par hydrogénolyse:
C6H5CH2NH2  +  2 RBr  →   C6H5CH2NR2  +  2 HBr
C6H5CH2NR2  +  H2  →  C6H5CH3  +R2NH
Assez souvent, une base est utilisée lors de la première étape pour neutraliser le HBr (ou l'acide correspond si l'halogène présent est différent du brome).